# Letter to U
《Letter to U》는 대한민국의 작사가이자 가수인 박주연의 두 번째 앨범이다.
윤상, 하광훈, 최진영, 이태열 등의 작곡가들이 참여하고 있으며 윤상과 듀엣을 맞춘 '사랑을 할 때까지'가 인기를 모았다.

## 곡 목록
1. 아직도 너는 망설이고 있니 (작사:박주연 작곡:윤상 편곡:윤상)   3:58
2. 사랑을 할때까지 (작사:박주연 작곡:윤상 편곡:윤상)  박주연, 윤상 4:26
3. 널 위한 내노래 (작사:박주연 작곡:최진영 편곡:하광훈)   4:25
4. 우리는 친구잖니! (작사:박주연 작곡:이태열 편곡:하광훈)   4:00
5. 동창 (작사:박주연 작곡:이태열 편곡:하광훈)   4:01
6. 비상 (작사:박주연 작곡:최진영 편곡:하광훈)   3:40
7. 그대만을 (작사:박주연 작곡:하광훈 편곡:하광훈)   4:56
8. 나무와 우주이야기 (작사:박주연 작곡:윤상 편곡:윤상)   3:23
9. 남겨둔 말 (작사:박주연 작곡:윤상 편곡:윤상)   3:50
10. 그 날 그 모래바람 (작사:박주연 작곡:하광훈 편곡:하광훈)   4:20